# Stubby (film)
Stubby est un film d'animation américano-irlando-franco-canadien réalisé par Richard Lanni, sorti en 2018. Ce film est basé sur l'histoire de Stubby, le chien de guerre le plus décoré de la Première Guerre mondiale.

## Synopsis
Aux États-Unis en 1914, alors que la Première Guerre mondiale est imminente, le soldat Robert Conroy et ses deux compagnons Elmer Olsen et Hans Schroeder s’entraînent sur le campus de Yale en vue de leur participation aux combats en Europe.

Un chien errant se lie d’amitié avec Robert. Il est baptisé Stubby et, bien vite, ce jeune chien devient la mascotte du campus. Quand les soldats sont appelés dans les tranchées, le commandant ordonne que Stubby reste sur le campus pour aider la génération suivante. Pendant la nuit, Stubby s’échappe du campus et s’embarque clandestinement sur l’USS Minnesota qui doit amener Robert et ses compagnons vers le front. Robert est fou de joie quand il découvre que Stubby est à bord. En essayant de lui trouver à manger, ils tombent sur le général de l’armée. Robert redoute que l’officier ordonne de débarquer Stubby, mais ce dernier, par un salut militaire, séduit le général.

L’arrivée des soldats américains redonne l’espoir aux soldats français. Robert fait la connaissance de Gaston, un soldat français avec qui il fait équipe pour espionner les troupes allemandes. Lors de leur première mission, Gaston, Robert et Stubby observent des soldats allemands préparant un lancer de gaz mortels. Stubby court prévenir les soldats dans les tranchées alliées et les femmes dans le village le plus proche. Gaston et Robert arrivent juste à temps pour lui plaquer un linge humide sur le visage.

De retour dans les tranchées, Stubby montre son utilité en chassant les animaux qui mangent leurs maigres provisions et en conduisant les secours jusqu’aux soldats blessés. Il capture même un espion allemand, ce qui lui vaut d’être promu au grade de sergent.

Lorsque Stubby est grièvement blessé à la patte, il est amené d’urgence à l’hôpital. Pendant ce temps, Robert tombe malade. Quand Stubby reprend connaissance, il se précipite sur le front auprès de son maître. À sa vue, Robert se remet très rapidement. 

Une dernière attaque est déclenchée alors que l’armistice doit être signé quelques heures plus tard. Elmer Olsen est tué quelques minutes avant que retentisse la sonnerie annonçant la fin des combats.
À son retour, Stubby reçoit de nombreuses décorations militaires pour sa bravoure.

## Fiche technique
- Titre original : Sgt. Stubby: An American Hero
- Réalisation : Richard Lanni
- Scénario : Richard Lanni et Mike Stokey
- Animation : Marc-André Baron, Scott Hewitt, Carles Salvany, David Ward, Phan Wiantrakoon et Philippe Zerounian
- Montage : Mark Solomon
- Musique : Patrick Doyle
- Production : John Bernard, Emily Cantrill, Guillaume Dubois, Brice Garnier, Richard Lanni, Emmanuel Laurent, Frank Lumpkin III, Anne Pages, Laurent Rodon, Tom Sheehan et Nicolas Trout
- Sociétés de production :
- Société de distribution : Eurozoom
- Pays de production :  France,  Irlande,  États-Unis,  Canada
- Langue originale : anglais
- Format : couleur
- Genre : animation
- Durée : 86 minutes
- Dates de sortie :
  - États-Unis : 27 mars 2018 (Los Angeles) ; 13 avril 2018 (en salles)
  - Canada : 13 avril 2018
  - Irlande : 10 août 2018
  - France : 16 février 2019 (Cinémino) ; 22 mai 2019 (en salles)
  - Belgique : 3 mars 2019 (Bruxelles)

## Distribution

### Voix originales
- Logan Lerman : Robert Conroy
- Helena Bonham Carter : Margaret Conroy
- Gérard Depardieu : Gaston Baptiste
- Jordan Beck : Elmer Olsen
- Jim Pharr : Hans Schroeder
- Guillaume Sentou : le cuisinier français
- Christophe Lemoine : l'officier français
- Pierre-Marie Rochefort-Schneider : un soldat allemand
- Audrey Sable : une villageoise
- David Blin : un soldat allemand

### Voix françaises
- Nathanel Alimi : Robert Conroy
- Gérard Depardieu : Gaston Baptiste
- Rafaèle Moutier : Margaret Conroy
- Fabrice Trojani : Elmer Olsen
- Raoul Albonetti : Hans Schroeder
- Patrick Borg : le sergent
- Christophe Lemoine : l'officier français
- Olivier Piechaczyk : le général
- Guillaume Sentou : le cuisinier français
- Fanny Blanchard : la femme du village